# Novo Selo (Raška)
Pour les articles homonymes, voir Novo Selo.
Novo Selo (en serbe cyrillique : Ново Село) est un village de Serbie situé dans la municipalité de Raška, district de Raška. Au recensement de 2011, il comptait 279 habitants.

## Démographie
| 1948 | 1953 | 1961 | 1971 | 1981 | 1991 | 2002 | 2011 |
| ---- | ---- | ---- | ---- | ---- | ---- | ---- | ---- |
| 399  | 619  | 638  | 596  | 527  | 417  | 351  | 279  |

|  |